# Trinomys albispinus
Trinomys albispinus là một loài động vật có vú trong họ Echimyidae, bộ Gặm nhấm. Loài này được I. Geoffroy mô tả năm 1838.

## Hình ảnh

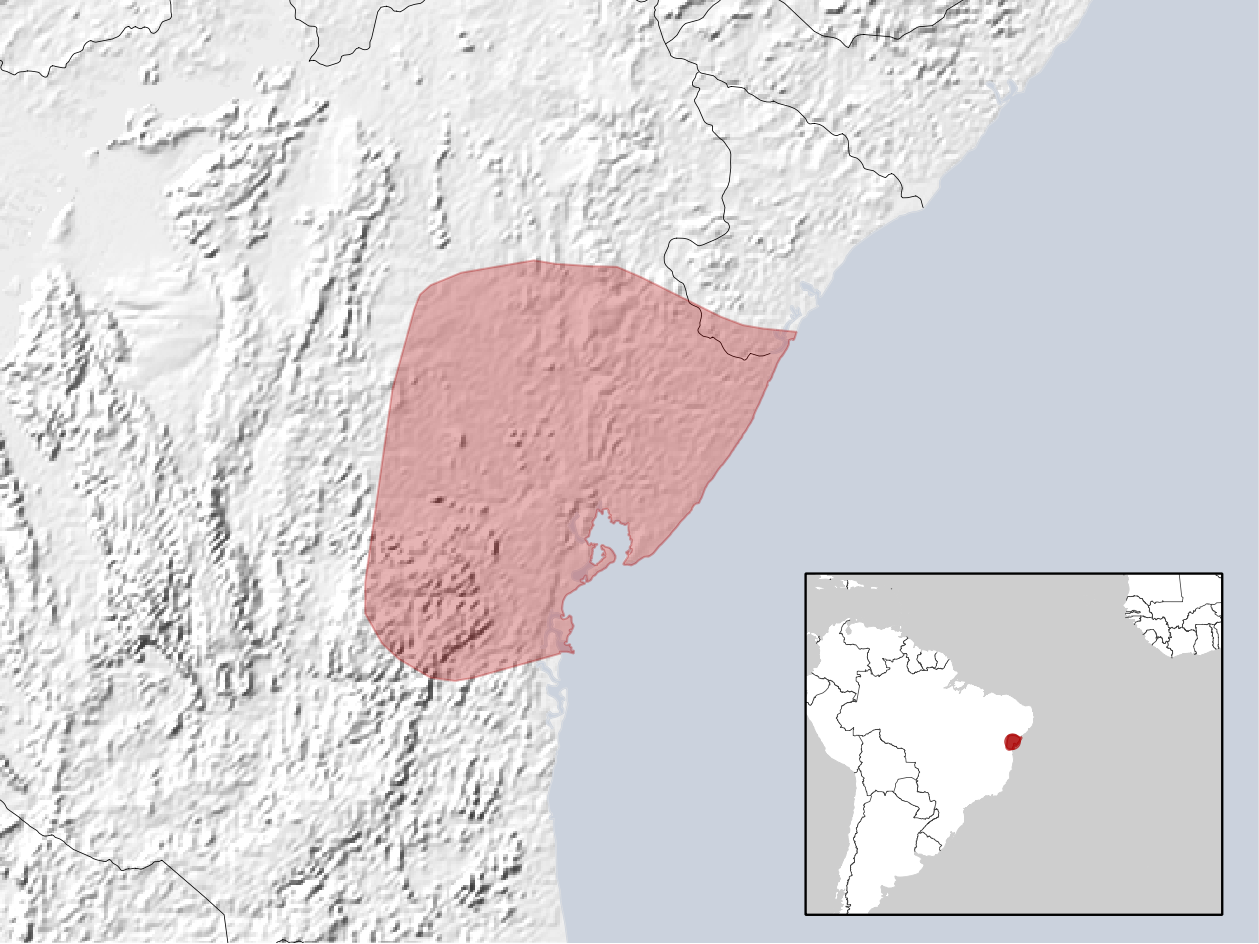